# Ralph Simpson
Ralph Derek Simpson (Detroit, 10 agosto 1949) è un ex cestista statunitense, professionista nella ABA e nella NBA.

## Carriera
Venne selezionato dai Chicago Bulls al primo turno del Draft NBA 1972 (11ª scelta assoluta).

## Palmarès
- All-ABA Team: 3

First Team: 1976
Second Team: 1972, 1973
- ABA All-Star Game: 5

1972, 1973, 1974, 1975, 1976
- Quinto miglior giocatore per palle rubate di sempre ABA
- Tredicesimo miglior marcatore di sempre ABA
- Sedicesimo per numero di assist di sempre ABA
- Cinquantaquattresimo migliore rimbalzista di sempre ABA